# John K. Shields
John Knight Shields, född 15 augusti 1858 i Grainger County, Tennessee, död 30 september 1934, var en amerikansk demokratisk politiker och jurist. Han representerade delstaten Tennessee i USA:s senat 1913-1925.
Shields studerade juridik och inledde 1879 sin karriär som advokat i Tennessee. Han blev 1902 domare i Tennessees högsta domstol. Han var domstolens chefsdomare 1910-1913. Delstatens lagstiftande församling valde honom därefter till senaten. Valsättet ändrades och Shields omvaldes 1918 i ett folkval. Han kandiderade till en tredje mandatperiod i senaten men förlorade i demokraternas primärval inför 1924 års senatsval mot Lawrence Tyson.
Shields grav finns på Highland Memorial Cemetery i Knoxville.